# Jesse W. Reno
Jesse Wilford Reno (4 tháng 8 năm 1861 – 2 tháng 6 năm 1947) là nhà phát minh ra chiếc thang cuốn hoạt động đầu tiên vào năm 1891 (được cấp bằng sáng chế ngày 15 tháng 3 năm 1892) được sử dụng tại Old Iron Pier, Coney Island, New York.  Sáng chế của ông được gọi là "thang máy nghiêng."  Một loại máy thang cuốn trước đây, mà nhà phát minh Nathan Ames đã đặt tên là "cầu thang xoay", được cấp bằng sáng chế ngày 9 tháng 3 năm 1859, nhưng chưa bao giờ được xây lên cả.
Reno sinh năm 1861 tại Fort Leavenworth, Kansas.  Ông là con của vị sĩ quan trứ danh thời nội chiến Mỹ Jesse L. Reno.  Ông tốt nghiệp trường Đại học Lehigh vào năm 1883 với bằng kỹ nghệ khai thác khoáng sản, sau đó là ngành luyện kim, đồng thời còn là một thành viên của Hội Ái hữu Chi Phi.